# Quercus breedloveana
Quercus breedloveana (дуб Брідлава) — вид рослин з родини букових (Fagaceae).

## Біоморфологічна характеристика
Це дерево до 20 метрів заввишки і більше. Гілочки пурпурно-червоні або сірі, голі; сочевиці, як правило, не помітні. Листки 9–21 × 2.4–6 см, вузько еліптичні або еліптично-ланцетні, у 3–4 рази більші в довжину ніж ушир, дуже симетричні; верхівка від загостреної до хвостато-загостреної, іноді злегка колюча, зазвичай зі щетиною 1–5 мм завдовжки; основа клиноподібна або вузько клиноподібна або вузько закруглена, іноді коса; край хвилеподібний, з трикутними зубцями або без них, що закінчуються щетиною 1–4 мм завдовжки, кількість щетини досягає 12–26 з кожного боку; верхня поверхня гола, трохи блискуча, з плоскими жилками; нижня поверхня блідіше зелена, без волосся або рідко з кількома; ніжка листка 0.6–4 см завдовжки, червона при основі, безволоса. Жолудь однорічний, широко яйцюватий або кулястий з дещо заглибленою верхівкою, 1.4–1.7 × 1.3–1.5 см завдовжки, поодинокі або парні, закритий на 1/3 чашечкою.

## Проживання, загрози
Ендемік Мексики (Герреро, Чіапас). Вид трапляється в хмарному лісі на висотах 1100–1800 метрів.
Доступної інформації щодо загроз виду мало.

## Назва
Q. breedloveana названо на честь покійного Денніса Брідлава (Dennis Breedlove) з Каліфорнійської академії наук, який протягом своєї кар'єри багато збирав у Чіапасі та мав великий інтерес до систематики Quercus L.